# Chironex fleckeri
Chironéx fléckeri (лат.) или Морская оса — вид морских стрекающих из класса кубомедуз (Cubozoa), распространённый у берегов Северной Австралии и в Индонезии.
Морская оса знаменита своей способностью наносить ожоги; щупальца животного сплошь покрыты стрекательными клетками (нематоцитами), которые содержат один из самых сильных ядов на планете. Ожоги кубомедузы вызывают мучительную боль.

## Описание
Представители C. fleckeri являются наиболее крупными из кубомедуз; их купол достигает размеров баскетбольного мяча. Они бледно-голубого цвета и практически прозрачны. Последнее обстоятельство создаёт дополнительную опасность для пловцов: медузу чрезвычайно трудно заметить. По четырём углам купола равномерно располагаются 24 «глаза», из которых каждые четыре глаза в углу воспринимают изображение, а два других воспринимают свет. У медуз по четыре пучка из 15 щупалец, простирающихся от каждого из четырёх углов купола. Когда медуза плывёт, щупальца сокращаются, достигая длины 15 см и толщины 5 мм, во время охоты они утончаются и вытягиваются в длину до 3 м. Щупальца покрыты множеством содержащих смертельно опасный яд стрекательных клеток, которые реагируют на давление, а также на действие химических сигналов белковой природы.

## Распространение и место обитания
Полипоидная форма встречается в эстуариях Северной Австралии, а медузы, являясь морскими животными, обитают в прибрежных водах Северной Австралии и соседних тропических районах индо-западной части Тихого океана (tropical Indo-West Pacific), а также обнаружены в Юго-Восточной Азии. На рифах они обычно не встречаются.

## Чувствительность и питание
Как и у других кубомедуз, у C. fleckeri имеется по 4 группы светочувствительных элементов, включающих 24 глаза. Как представляется, некоторые из них способны к формированию изображения, однако спорный вопрос, могут ли они обеспечивать распознавание объектов или слежение; также остаётся неизвестным, как обрабатывается информация о тактильной чувствительности и со светочувствительных структур, так как у медуз нет центральной нервной системы. Питаются C. fleckeri креветками и мелкой рыбой, а сами, в свою очередь, становятся добычей морских черепах, которые известны как единственные существа, нечувствительные к яду морских ос.

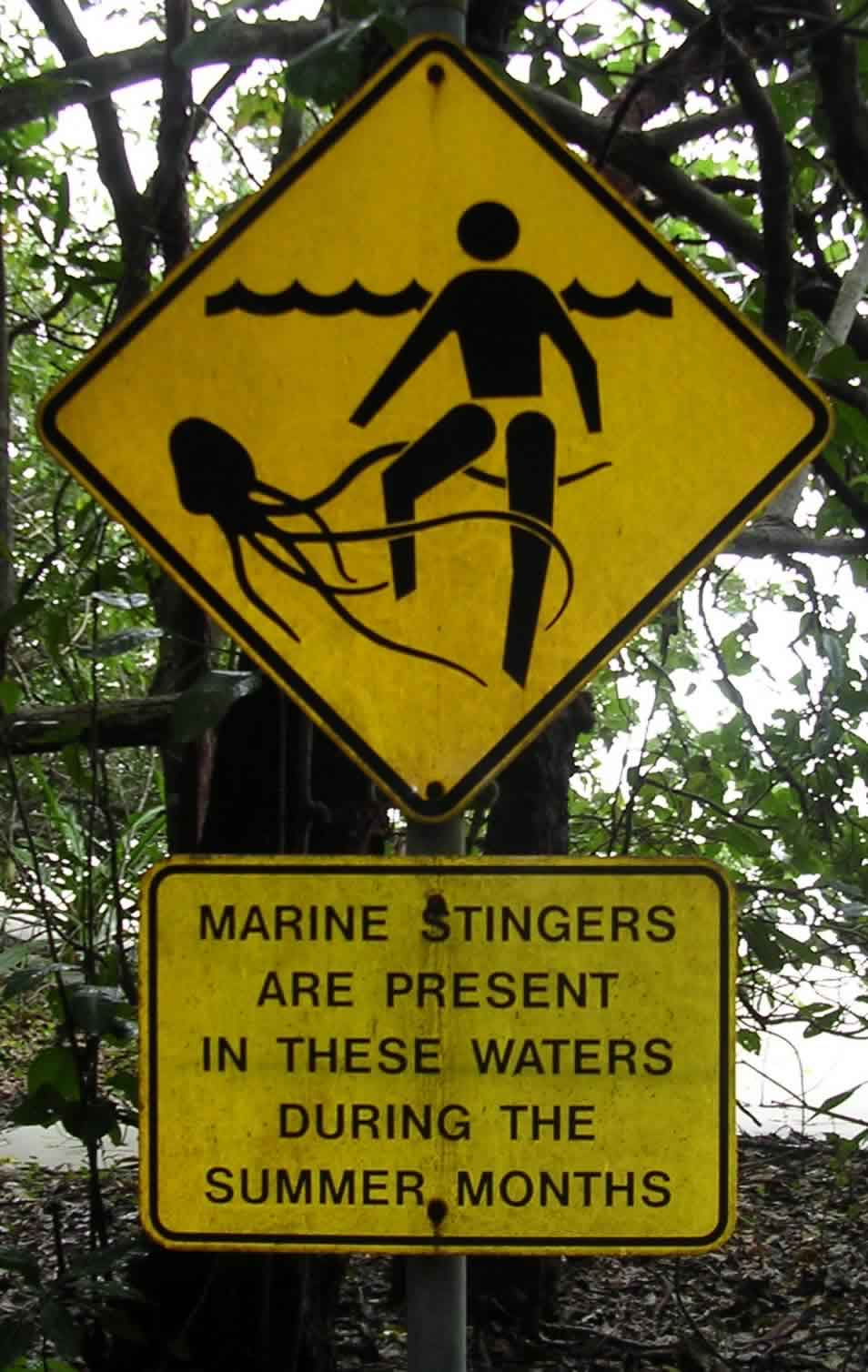
Указатель, предупреждающий о кубомедузах, на пляже Кейп Трибьюлейшн (Cape Tribulation) в Квинсленде, Австралия

## Ожоги
Морская оса широко известна способностью наносить невероятно сильные ожоги, которые в некоторых случаях могут приводить к быстрой смерти. Ожог вызывает мучительную боль, сопровождаемую интенсивным чувством жжения; яд медузы обладает множественным действием, одновременно поражая нервную систему, сердце и кожу. Чтобы оказать смертельное действие на взрослого человека, должно быть выпущено существенное количество яда (выделяется при контактировании с примерно 3 метрами щупалец), и тогда мощный нейротоксический яд действует крайне быстро. Были зарегистрированы смертельные исходы по прошествии лишь 4 минут после контакта, что значительно быстрее, чем при укусе любой змеи, насекомого или паука; это не без оснований послужило поводом для мнения, что кубомедуза — одно из самых смертоносных ядовитых животных в мире, а возможно, и самое смертоносное. Хотя существует условное противоядие (эффективность которого не подтверждена), оказать пострадавшему своевременную помощь зачастую невозможно. Ужаленные медузой купальщики нередко получают сердечный приступ и тонут, не успев добраться до берега или лодки.
Смачивание ожога уксусом незамедлительно угнетает все несреагировавшие нематоциты, а трение места ожога только усугубляет проблему. Была показана неэффективность использования для их нейтрализации воды, мочи или колы, которые могут только спровоцировать высвобождение яда. После применения уксуса может потребоваться восстановление дыхания или проведение сердечно-лёгочной реанимации. Приставшие к телу щупальца следует осторожно удалить защищёнными руками или с помощью пинцета.
Удалённые щупальца остаются опасными до самого разрушения со временем, и даже будучи высушенными, могут восстанавливать свои свойства при увлажнении.
Бинтование поражённой конечности (с целью предотвращения распространения яда по лимфатическим и кровеносным сосудам), используемое в лечении при укусах австралийских змей, с 2005 года более не рекомендуется применять при интоксикациях, вызванных кубомедузами. Так как в результате исследования было показано, что выполняемое с целью сдавления тканей бинтование способствует освобождению нематоцитов, несмотря на использование уксуса. Пострадавшим показано экстренное введение антитоксической сыворотки. Поэтому обращение в службу скорой помощи является задачей первостепенной важности.
По оценкам, в Австралии кубомедузы являются причиной как минимум одной смерти в год. Документально зарегистрировано более 67 случаев, однако это число в некоторой степени сомнительно, так как некоторые из этих смертей можно также объяснить и случаями развития сердечного приступа или утопления во время ожога кубомедузы.
C. fleckeri и другие медузы, включая медузу ируканджи (Carukia barnesi), в изобилии встречаются в водах северной Австралии на протяжении летних месяцев (с ноября по апрель или май), откуда, как полагают, они дрейфуют в вышеупомянутые эстуарии для размножения. Лишь немногие люди купаются в этот период. Однако некоторые продолжают, подвергая себя огромному риску. В общественных местах для купания в воде устанавливаются сеточные заграждения, сквозь которые кубомедузы предположительно не могут проникнуть, и люди могут плавать внутри этих заграждений, находясь в относительной безопасности. Тем не менее молодые особи и медузы вида медузы ируканджи (Carukia barnesi) могут проходить сквозь прутья сетки, а противоядия в обоих случаях нет.